# Fihalhohi
Fihalhohi is een van de onbewoonde eilanden van het Kaafu-atol behorende tot de Maldiven. Het ligt ongeveer 35 km van de hoofdstad Malé. Het hele eiland is bedenkt met fijn koraalzand. Sinds 1981 is het voor vakantiegangers toegankelijk.